# آکیار (شهرستان میاکینسکی، باشقیرستان)
آکیار (انگلیسی: Akyar, Miyakinsky District, Republic of Bashkortostan) یک شهرک در شهرستان میاکینسکی استان باشقیرستان کشور روسیه است.